# Dorcadion bouilloni
Dorcadion bouilloni är en skalbaggsart som beskrevs av Stefan von Breuning och Ruspoli 1975. Dorcadion bouilloni ingår i släktet Dorcadion och familjen långhorningar. Inga underarter finns listade i Catalogue of Life.